# Arthopyrenia cinereopruinosa
Arthopyrenia cinereopruinosa är en lavart som först beskrevs av Schaer., och fick sitt nu gällande namn av A. Massal. Arthopyrenia cinereopruinosa ingår i släktet Arthopyrenia och familjen Arthopyreniaceae.  Arten är reproducerande i Sverige. Inga underarter finns listade i Catalogue of Life.